# Myzopoda
Myzopoda (Myzopoda) je rod madagaskarských netopýrů, jediný v rámci čeledi myzopodovití (Myzopodidae; česky též zemolezovití).

## Systematika

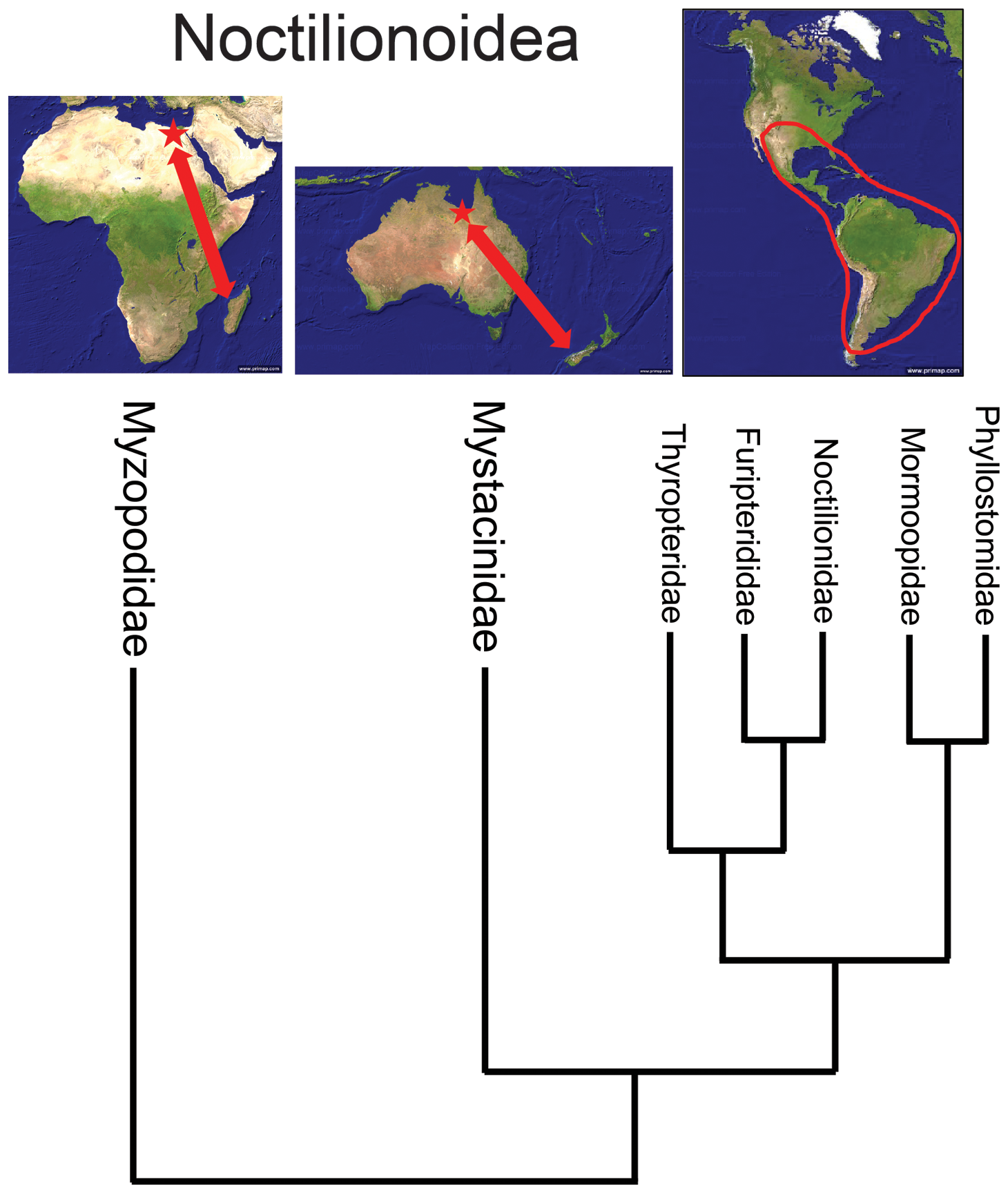
Výskyt a předpokládaná fylogeneze vampýrovců

Myzopoda je nepočetným rodem, jenž zahrnuje pouze následující dva druhy:
- Myzopoda aurita A. Milne-Edwards & A. Grandidier, 1878 – myzopoda ušatá
- Myzopoda schliemanni Goodman, Rokotondraparany & Kofoky, 2007

Fylogenetické postavení myzopod není zcela jednoznačné. Nejčastěji však bývají řazeny do nadčeledi vampýrovci (Noctilionoidea), kam spadají ještě mormoopidovití (Mormoopidae), listonosovití (Phyllostomidae), mystacinovití (Mystacinidae), noktilionovití (Noctilionidae), furipterovití (Furipteridae) a tyropterovití (Thyropteridae). Původ vampýrovců je pravděpodobně gondwanský, zřejmě africký.
Myzopody mohou představovat sesterskou skupinu vůči všem ostatním čeledím vampýrovců. Ačkoli dnes přežívají pouze na Madagaskaru, pleistocenní nálezy potvrzují výskyt myzopod v pevninské Africe. Divergence myzopod od ostatních vampýrovců je nicméně podle všeho podstatně starší, molekulárně-fylogenetická studie z roku 2005 ji odhaduje do období eocénu.
Alternativní pohledy považují myzopody za sesterskou skupinu vůči netopýrovcům (Vespertilionoidea); pochvorepovcům (Emballonuroidea); nebo nykteridovitým (Nycteridae) v rámci pochvorepovců.

## Popis

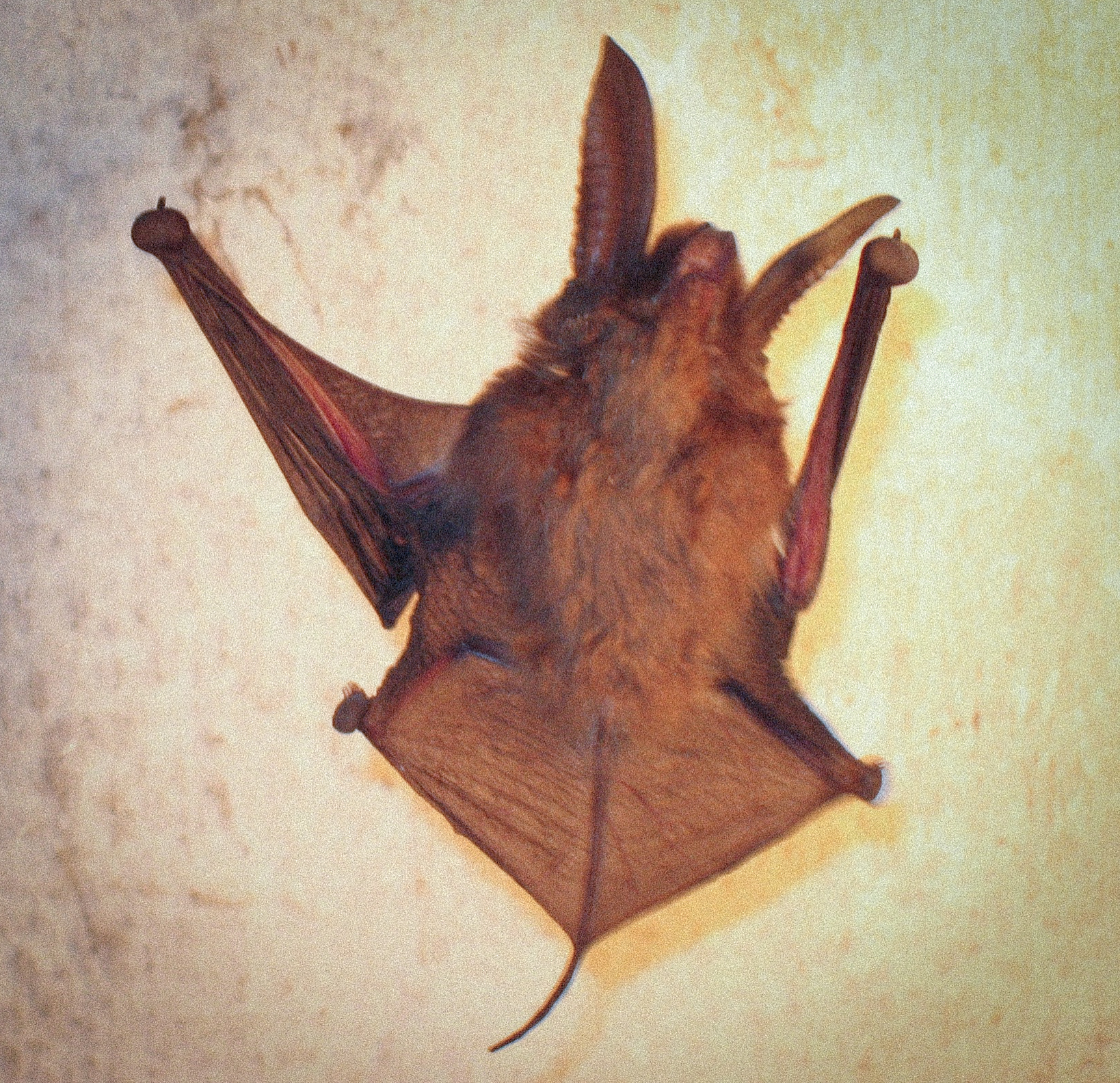
Myzopoda ušatá

Myzopoda ušatá dosahuje velikosti těla asi 57 mm, ocas měří 48 mm a tělesná hmotnost činí asi 8 g. Myzopody se vyznačují nápadně velkými ušními boltci s malým čtvercovitým víčkem a neobvyklým houbovitým výrůstkem. Lebka je krátká, široká a zaoblená, celkový zubní vzorec činí 2.1.3.33.1.3.3 = 38 zubů. Ocas svou délkou přesahuje ocasní blánu, prsty na nohou jsou spojeny blánou, jež dosahuje téměř k drápům.
Myzopodovití mají, podobně jako tyropterovití, přísavné disky, jež vyrůstají na bázi palců a na chodidlech a umožňují přilnout k hladkým povrchům. U obou čeledí se však svou anatomií liší a podle všeho se vyvíjely konvergentní evolucí; u myzopodovitých jsou mj. přísavné disky spíše lepivé, než aby fungovaly na principu pravého podtlaku jako u tyropterovitých.

## Ekologie
Oba druhy jsou endemity ostrova Madagaskar: netopýr přísavkový se vyskytuje na východním pobřeží ostrova, zatímco Myzopoda schliemanni žije v suchých lesích západního Madagaskaru.
Podobně jako tyropterovití zřejmě hřadují na hladkém povrchu listů (např. ravenala madagaskarská [Ravenala madagascariensis]), přičemž k přilnutí jim pomáhají přísavné disky na končetinách. Při hřadování jsou netopýři orientováni hlavou nahoru, tuhý ocas slouží zespodu jako podpěra. O stravě dospělců nebo rozmnožování byly získány jen kusé informace, a nelze z nich proto spolehlivě vyvozovat obecné závěry.